# Narragodes setinaria
Narragodes setinaria är en fjärilsart som beskrevs av Jones 1921. Narragodes setinaria ingår i släktet Narragodes och familjen mätare. Inga underarter finns listade i Catalogue of Life.